# Shizuka Kudo THE LIVE DVD COMPLETE BOX
『Shizuka Kudo THE LIVE DVD COMPLETE BOX』（しずかくどう ザ・ライヴ・ディーブイディー・コンプリート・ボックス）は、工藤静香の初のDVD-BOX。2007年9月19日発売。発売元はポニーキャニオン。規格品番：PCBP-51826。

## 解説
シングル「禁断のテレパシー」（1987年8月31日発売、7A0764）でうしろ髪ひかれ隊からソロ・デビューを果たして20周年を迎えるにあたって発売された、ライブDVD-BOX。完全限定生産。ディスク10の「工藤静香 Full of Love Concert Tour 1999」（1999年9月17日発売、PCBP-142）以外、すべて初DVD化となった。
収納ボックスは、白を基調としたシンプルなデザイン。ディスク・ケースはそれぞれ独立しておらず、まとめて10枚収納可能なブック型ケースとなっている。VHS版ジャケット写真と各ディスクの収録曲をまとめて掲載したブックレットが封入されている。
2007年8月31日、東京・SHIBUYA-AXで記念ライブを敢行。東京公演の模様は、2008年3月5日に発売された記念ベスト・アルバム『20th Anniversary B-side collection』の初回限定盤（PCCA-02640）封入DVDにダイジェストで収録された。その記念ライブのMCでは本DVD-BOX発売のニュースが本人の口より語られ、過去の映像がDVDで蘇ることについて「怖いわ（笑）」と冗談を交えて話した。

## 収納作品
|    | タイトル                                | 発売日   | 主な収録曲                                                     |
| 1  | 工藤静香 静香はじめの一歩               | 88.11.02 | 「MUGO・ん…色っぽい」「FU-JI-TSU」他全13曲                     |
| 2  | 静香のコンサート'89秋スペシャル         | 90.02.21 | 「恋一夜」「嵐の素顔」「秋子」他全21曲                         |
| 3  | 静香のコンサート'90春                   | 90.10.21 | 「NICE!」「黄砂に吹かれて」「抱いてくれたらいいのに」他全25曲  |
| 4  | 静香のコンサート'91                     | 91.09.21 | 「私について」「ぼやぼやできない」他全21曲                     |
| 5  | 静香のコンサート'92 "声を聴かせて"      | 92.09.18 | 「メタモルフォーゼ」「めちゃくちゃに泣いてしまいたい」他全23曲 |
| 6  | 静香のコンサート'93 Rise me             | 93.10.21 | 「証拠をみせて」「あなたしかいないでしょ」「慟哭」他23曲       |
| 7  | 工藤静香 '94 Expose Concert tour 1994   | 95.03.17 | 「Blue Rose」「Jaguar Line」「Ice Rain」他全16曲               |
| 8  | 工藤静香 1997 DRESS CONCERT TOUR        | 97.07.18 | 「例えば」「激情」「A.S.A.P.」他全20曲                         |
| 9  | 工藤静香 I'm not Concert Tour 1998      | 98.10.07 | 「そのあとは雨の中」「きらら」「雪・月・花」他全16曲           |
| 10 | 工藤静香 Full of Love Concert Tour 1999 | 99.09.17 | 「in the sky」「Blue Velvet」「時の河を越えて」他全15曲        |

## 関連作品
- Shizuka Kudo 20th Anniversary the Best - ソロ・デビュー20周年記念DVD-BOX
- 20th Anniversary B-side collection - ソロ・デビュー20周年記念カップリングベスト
- MY PRECIOUS -Shizuka sings songs of Miyuki- - 20周年記念中島みゆきカバー・アルバム